# Прогресс М-62
Прогресс М-62 - транспортный грузовой космический корабль (ТГК) серии «Прогресс», запущен к Международной космической станции. 27-й российский корабль снабжения МКС. Серийный номер 362.

## Цель полета
Доставка на борт МКС топлива, продуктов, воды и других расходуемых материалов, необходимых для эксплуатации станции в пилотируемом режиме, а также посылки к Новому году для Пегги Уитсон, Юрия Маленченко и Дэниела Тани.

## Хроника полёта
- 23.12.2007, в 10:12:41 (MSK), (07:12:41 UTC) — запуск космодрома Байконур;[2]
- 26.12.2007, в 11:14:06 (MSK), (08:14:06 UTC) — стыковка с осуществлена стыковка с МКС к стыковочному узлу на агрегатном отсеке служебного модуля «Пирс». Процесс сближения и стыковки проводился в автоматическом режиме;
- 04.02.2008, в 13:31:51 (MSK),(10:31:51 UTC) — ТГК отстыковался от орбитальной станции и отправился в автономный полёт.

## Научная работа
Две недели космический грузовик находился в автономном полёте, в ходе которого выполнил серию технических экспериментов Плазма–Прогресс по исследованию пространственно-временных зависимостей плотности плазменного окружения космического аппарата, возникающего при работе на его борту жидкостных ракетных двигателей. В качестве наземных средств радионаблюдения использовался радар некогерентного рассеяния Института солнечно-земной физики Сибирского отделения Российской академии наук (г. Иркутск). Эксперимент «Плазма-Прогресс», постановщиком которого является ЦНИИ машиностроения (г. Королёв), проводился также во время автономных полётов грузовых кораблей «Прогресс М-60», «Прогресс М-64», «Прогресс М-09М» после их расстыковки с МКС.